# Schlacht von Artah (1105)
Die Schlacht von Artah fand am 20. April 1105 zwischen den syrischen Truppen unter Radwan von Aleppo und dem Kreuzfahrer-Fürstentum Antiochia unter dem Regenten Tankred von Tiberias statt. Die Schlacht endete mit einem Sieg der Kreuzfahrer.

## Vorgeschichte
Nach ihrer schweren Niederlage in der Schlacht von Harran im Jahre 1104 hatten die Kreuzfahrer alle ihre Städte und Burgen östlich des Orontes verloren. Fürst Bohemund I. von Antiochia hatte sich daraufhin nach Europa eingeschifft, um Verstärkungstruppen anzuwerben, so dass die Regentschaft in Antiochia seinem Neffen Tankred anvertraut war. Der neue Regent begann die verlorenen Stützpunkte zurückzuerobern.

## Schlachtverlauf
1105 belagerte Tankred die Burg von Artah, die sich 40 Kilometer ostnordöstlich von Antiochia befindet. Als Radwan mit seinem Heer versuchte ihm den Nachschub abzuschneiden, stellte ihn Tankred zur Schlacht und besiegte ihn. Tankred soll den Sieg durch „geschickte Ausnutzung des Geländes“ gewonnen haben, zum Beispiel durch die Taktik eines vorgetäuschten Rückzugs und folgenden Hinterhalts. Ansonsten ist wenig über die Schlacht bekannt.

## Folgen
Nach seinem Sieg konnte Tankred zahlreiche Stützpunkte östlich des Orontes zurückgewinnen. Die nächsten größeren Gegenaktionen der Muslime des nördlichen Syrien erfolgten 1111 und 1115 und wurden in den Schlachten von Schaizar bzw. Sarmin von den Kreuzfahrern abgewehrt.